# Cerro Alto, Michoacán de Ocampo
Cerro Alto är en ort i Mexiko.   Den ligger i kommunen Tlalpujahua och delstaten Michoacán de Ocampo, i den sydöstra delen av landet, 130 km väster om huvudstaden Mexico City. Cerro Alto ligger 2 889 meter över havet och antalet invånare är 322.
Terrängen runt Cerro Alto är huvudsakligen kuperad, men norrut är den bergig. Cerro Alto ligger uppe på en höjd. Runt Cerro Alto är det ganska tätbefolkat, med 192 invånare per kvadratkilometer. Närmaste större samhälle är El Oro de Hidalgo, 13,9 km öster om Cerro Alto. I omgivningarna runt Cerro Alto växer huvudsakligen savannskog.